# Hohenhameln

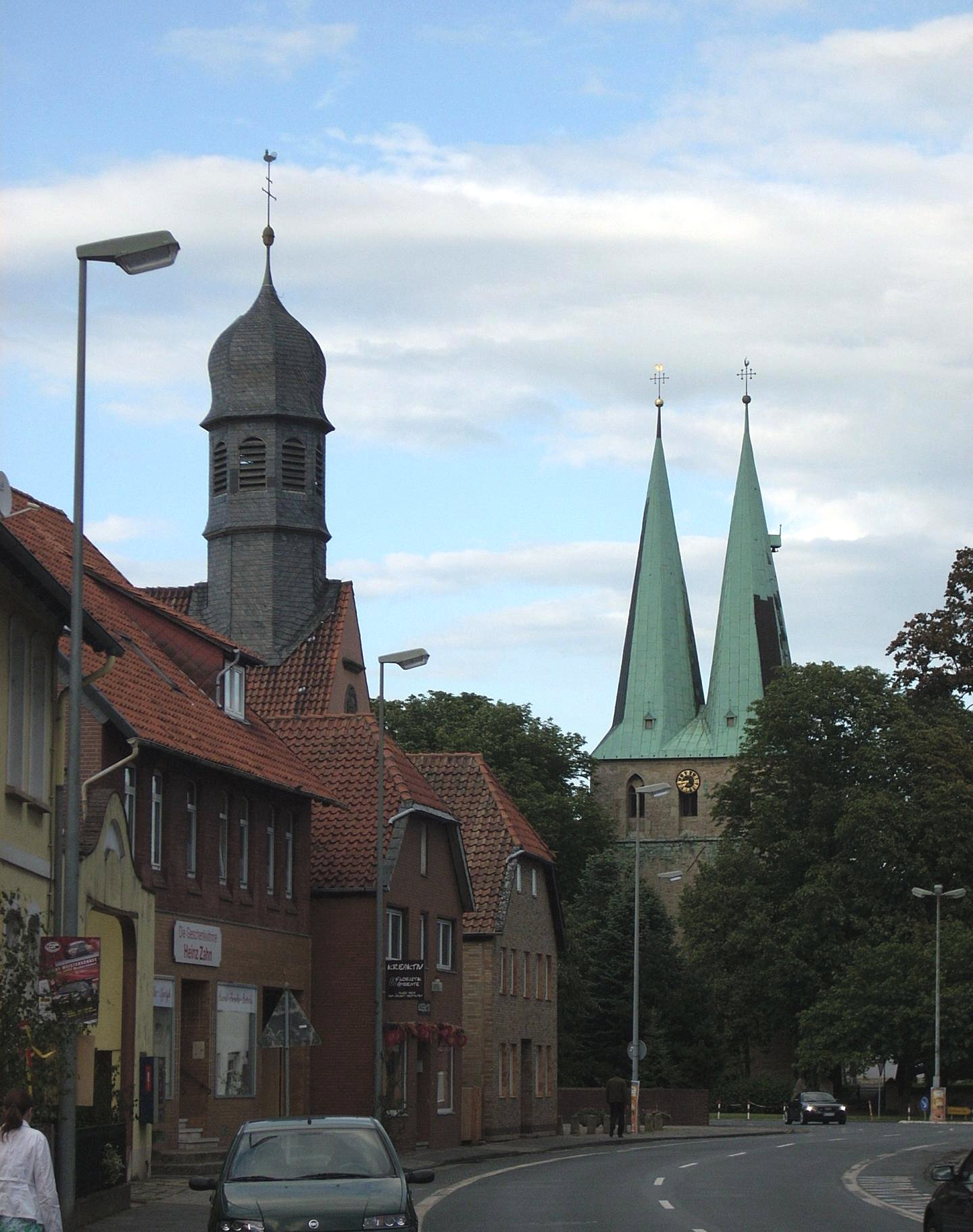
Het centrum van Hohenhameln

Hohenhameln is een gemeente in de Duitse deelstaat Nedersaksen, en maakt deel uit van het Landkreis Peine. De gemeente telde 9.636 inwoners op 31 december 2023.

## Delen van de gemeente
In de gemeente Hohenhameln liggen elf dorpen:
- Bierbergen
- Bründeln
- Clauen
- Equord
- Harber
- Hohenhameln
- Mehrum
- Ohlum
- Rötzum
- Soßmar
- Stedum-Bekum

### Dorpswapens

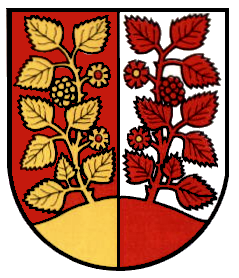
Bierbergen
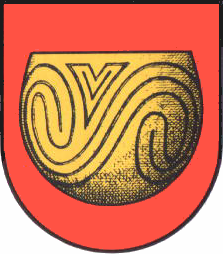
Bründeln
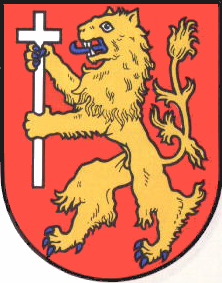
Clauen
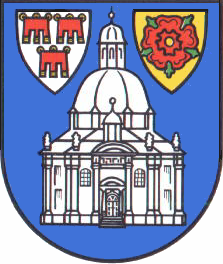
Equord
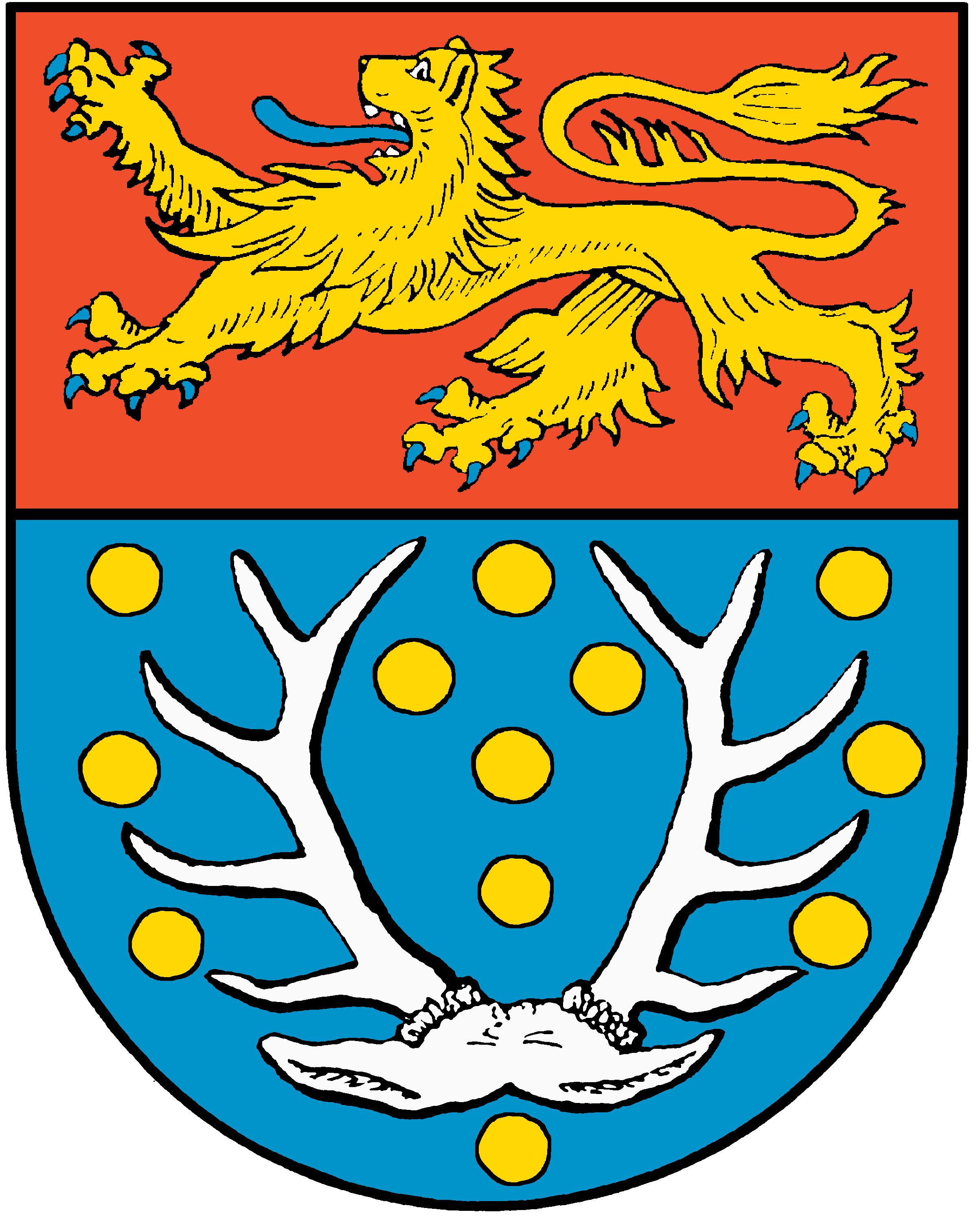
Harber
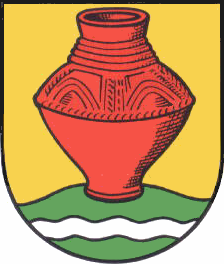
Mehrum
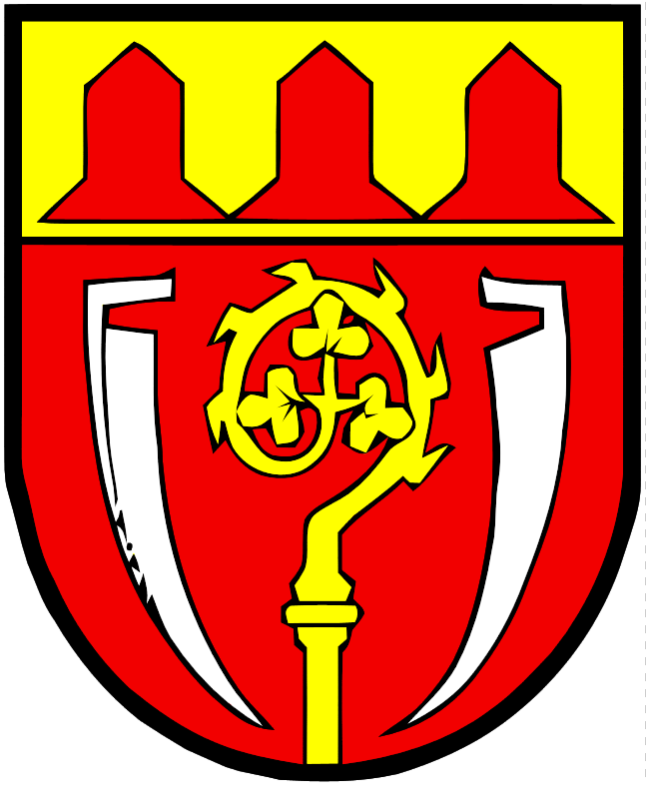
Ohlum
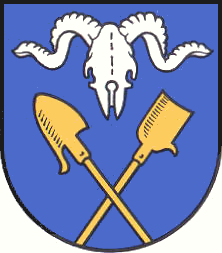
Rötzum
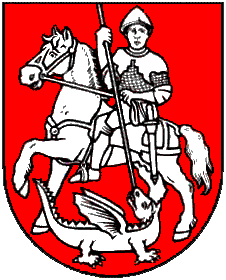
Soßmar
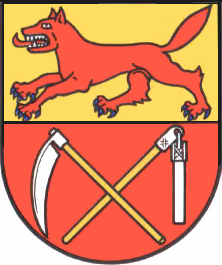
Stedum-Bekum

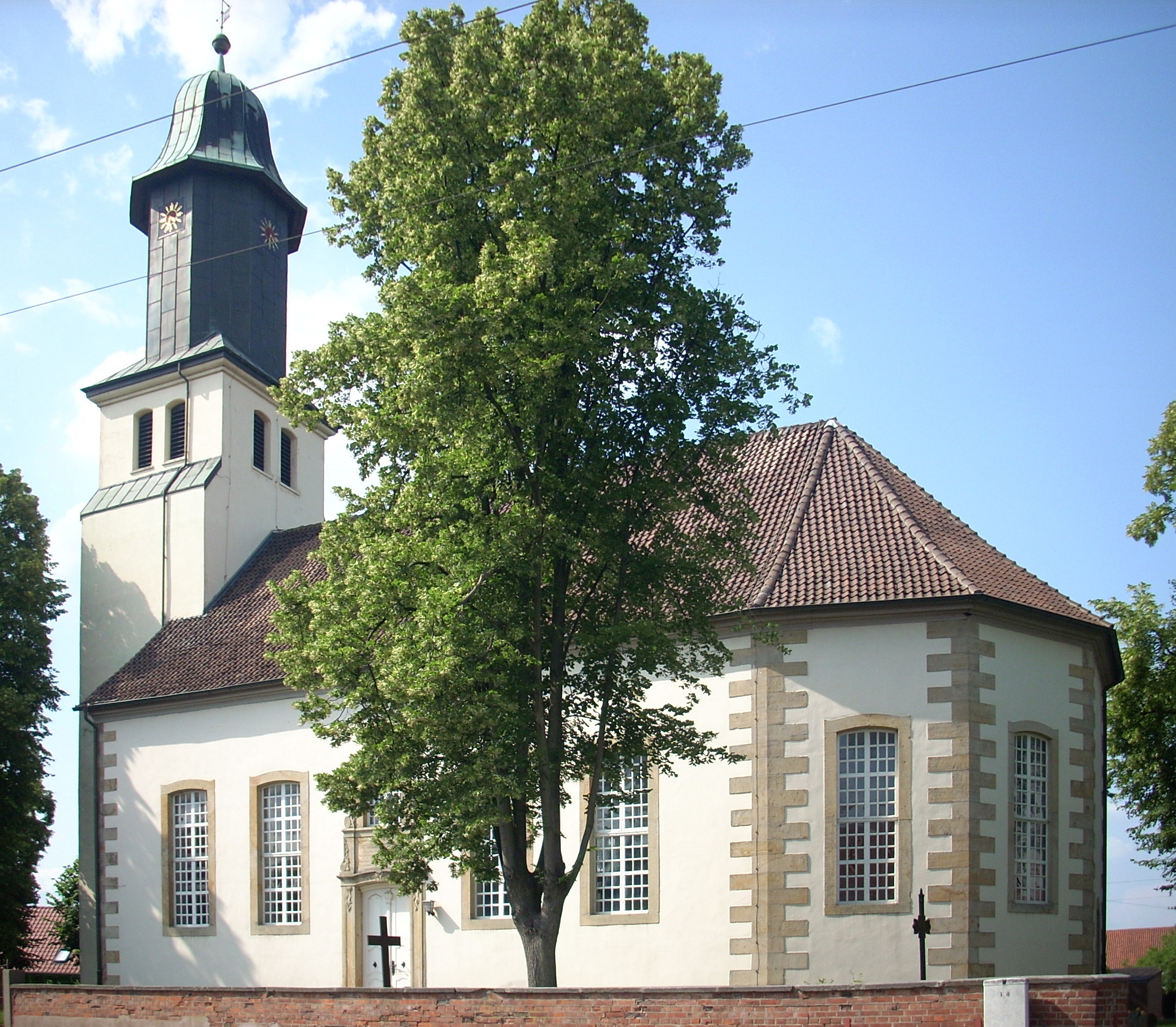
Kerk van Mehrum
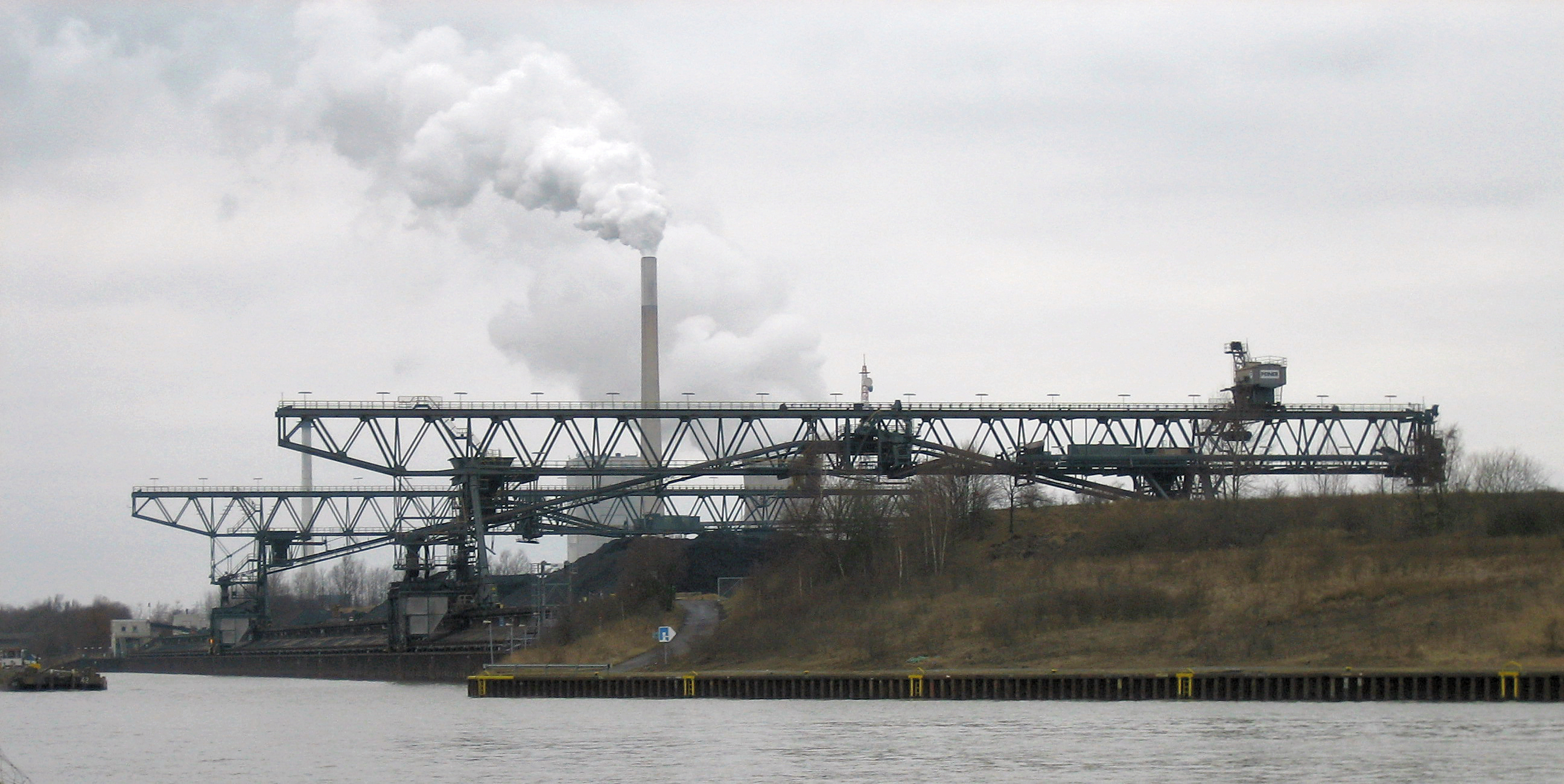
Steenkoolterminal haven Mehrum
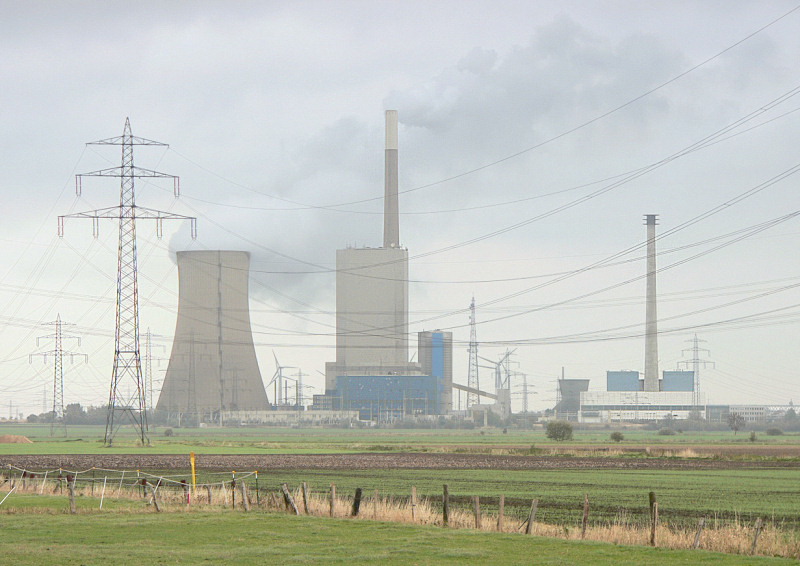
Kolencentrale Mehrum

Tot de gemeente behoort het 1000 inwoners tellende dorpje Mehrum, dat sinds 1965 een binnenhaven aan het Mittellandkanaal heeft. Deze haven, die mede voor de zware industrie te Peine bedoeld is,  is voorzien van een steenkool- en olieterminal.

## Economie
- De elektriciteitscentrale Kraftwerk Mehrum, die in 1979 geopend werd en op steenkool draait, wordt in december 2021 gesloten.
- In Clauen staat een grote suikerfabriek.
- In Stedum-Mehrum is het afvalverwerkingsbedrijf van de gehele Landkreis Peine gevestigd.

## Bezienswaardigheden
- In het dorp Hohenhameln staan twee monumentale, aan St. Laurens gewijde kerken, een evangelisch-lutherse en een rooms-katholieke.
- De barokke dorpskerk van Mehrum (1770-1775) met orgel uit 1773 (orgelbouwer: Johann Conrad Müller).

- Gemeinsame Normdatei: 4025548-7
- Virtual International Authority File: 247161282
- WorldCat: E39PBJgRMKh6b4CQWWvwKWG4MP

Edemissen · 
Hohenhameln · 
Ilsede · 
Lahstedt · 
Lengede · 
Peine · 
Vechelde · 
Wendeburg